# Aredhel
Aredhel es un personaje ficticio que pertenece al legendarium creado por el escritor británico J. R. R. Tolkien y que aparece en su novela póstuma El Silmarillion. Es una elfa del clan Noldor, hija de Fingolfin y Anairë, y hermana de Fingon, Turgon y Argon. Nacida en Valinor y exiliada junto a sus hermanos y su padre a la Tierra Media. La llamaban “La Blanca Señora de los Noldor”.

## Historia
Tras llegar a la Tierra Media, Ar-Feiniel vivió junto a su hermano Turgon en Nevrast y luego se trasladó con él a Gondolin. Pero, durante la Primera Edad del Sol, y tras doscientos años en la ciudad, decidió abandonar Gondolin, muy a pesar de Turgon, ya que añoraba volver a cabalgar por las llanuras. Fue acompañada por un pequeño séquito de Nobles Noldor hacia Hithlum para ver a su otro hermano, Fingon; al llegar al vado de Brithiach cambió de opinión y se dirigió a ver a Celegorm y a Curufin en Himlad.
Estando en la morada de Celegorm se dirigió, cabalgando hasta más allá del Gelion, hasta el bosque de Nan Elmoth. Allí quedó atrapada por un encantamiento del Elfo Oscuro Eöl, con el cual se casó y vivió en la morada del bosque con él. Tuvo un hijo llamado Maeglin. Siendo Maeglin ya adulto, Aredhel decidió volver a las estancias de su hermano Turgon a instancias de su hijo, que deseaba ir a Gondolin, y que se había enojado con su padre porque este no le permitía abandonar el Bosque. Así ambos huyeron y se refugiaron en la casa de Turgon.
Pero Eöl los siguió y, cuando reclamó a su hijo y su mujer, Turgon se negó. En respuesta, el Elfo Oscuro lanzó una jabalina emponzoñada destinada a Maeglin, que su madre interceptó con el cuerpo. Ar-Feiniel murió producto de la herida.